# Телин, Владимир Никитович
Владимир Никитович Те́лин (1941 — 2012) — советский и российский живописец. Народный художник РСФСР (1992).

## Биография
Родился 5 февраля 1941 года в Москве. Учился Московская средняя художественная школа (1954-60), МГАХИ имени В. И. Сурикова (1963-67) у П. Д. Покаржевского, затем у Д. К. Мочальского.
Член СХ СССР (1967). Среди основных произведений художника можно выделить: «Дом с изразцами» (1970), «Бусы рассыпались» (1971), «Дом опустел» (1973), «Бабушкин платок» (1975), «Арбатские старушки» (1977), «В молчании», «Отчий дом» (1979), «Проводы гостей» (1980), «Дочери», «Тещины блины» (1985), «Сестры» (1995), «На воде», «Песнь вдовца» (2000), «Старая яблоня» (2001), «Рыбак» (2002), «Матушкины именины» (2003).
Работы хранятся в ГТГ, ГРМ, Кемеровской картинной галерее, Ярославском, Оренбургском, Курганском художественном, краеведческом музеях, галерее Арт Прима, частных коллекциях в России и за рубежом.
В 2001 году назначен руководителем мастерской станковой живописи МГАХИ имени В. И. Сурикова. Член-корреспондент РАХ (2002). Избирался секретарем СХ России.
Умер 16 мая 2012 года в Москве.

## Награды и звания
- заслуженный художник РСФСР (1983).
- народный художник РСФСР (1992).
- диплом АХ СССР (1976) — за картину «Бабушкин платок»
- первая премия МОСХА по живописи (1981) — за картину «Дом опустел»
- Государственная премия РСФСР в области искусства (1991) — за картину «Родительский день» присуждена;[1]
- премия имени Д. А. Крымова (2006) — за картину «Осень»;
- I Международная премия имени А. А. Пластова (2011; Ульяновск)
- Почётный гражданин города Заволжска